# Stenoleon gradostriatus
Stenoleon gradostriatus is een insect uit de familie van de mierenleeuwen (Myrmeleontidae), die tot de orde netvleugeligen (Neuroptera) behoort. 
Stenoleon gradostriatus is voor het eerst wetenschappelijk beschreven door New in 1985.